# Кан, Александра
Александра Кан (рум. Alexandra Can; 10 декабря 1952 — 21 сентября 2023) — молдавский политик, с 12 марта по 21 декабря 1999 г. министр промышленности и торговли.
Родилась 10 декабря 1952 года в селе Сирець Страшенского района Молдавской ССР.
Окончила экономический факультет Кишинёвского государственного университета по специальности «бухгалтерский учёт» (1974—1979).
Трудовая и деятельность:
- 1971—1981 рабочая, контролёр ОТК, старший бухгалтер кишинёвской кожгалантерейной фабрики «Артима».
- 1981—1986 председатель профкома кожаной фабрики «Артима».
- 1986—1990 начальник отдела жилищного учёта и распределения Фрунзенского райисполкома (Кишинёв).
- 1990—1994 главный бухгалтер, начальник управления финансов, банков и денежно-кредитной политики Министерства национальной экономики, советник министра экономики.
- 1994—2023 генеральный директор компании «Артима» (кожаные изделия).
- 1999 г. — министр промышленности и торговли (правительство Стурзы).

С 2006 года — вице-председатель Национально-либеральной партии.
С 2013 по 2020 год президент Ассоциации работодателей легкой промышленности «Апиус».
Награждена советской медалью «За трудовую доблесть» (1986), молдавским орденом «Трудовая Слава» (2002), командор ордена Румынии «За верную службу» (2004).